# Montserrat Senserrich Comajuncosa
Montserrat Senserrich Comajuncosa (Vallvidrera, 1939) és pintora, ceramista i il·lustradora.
Va estudiar comerç a l'Acadèmia Pràctica de Barcelona, on va descobrir la seva capacitat artística. L'any 1968, ja a Sabadell, va estudiar Belles Arts a l'Escola Industrial de la ciutat amb l'escultor Josep Maria Brull. L'any 1972 va estudiar amb Lluís Clapés i va obrir taller dues portes més enllà de l'estudi del ceramista. Paral·lelament, va començar a fer cursos a l'Escola Illa de Sabadell, on encara se segueix formant.
Va deixar la ceràmica l'any 1987 perquè volia explorar altres tècniques i formats artístics.
Ha il·lustrat els articles d'opinió del diari El 9 Punt del Vallès Occidental i ha col·laborat a les revistes Cuadernos de Pedagogía i Quadern de les idees, les arts i les lletres, així com a la col·lecció Quaderns de Versàlia, de la qual l'any 2019 va il·lustrar el número IX, dedicat a la poeta brasilera Cecilia Meireles (1901-1964). Igualment, ha il·lustrat el llibre Poemes de foc i cendra i ha participat en els llibres Les dones conten, Fets pols i Hemisferi enllà.
El Museu d'Art de Sabadell conserva la pintura de gran format Passeig, de l'any 2007.

## Exposicions individuals
- 1987 - Sala Negre;[1] Sala Josep Miracle de Vallvidrera.
- 2011 - Presències, Galeria Nova 3.[cal citació]
- 2014 - Diàleg amb una figuera de Llimpet, Museu d'Art de Sabadell.[6]
- 2018 - Rastres, Alliance Française de Sabadell.[7]

## Exposicions col·lectives
- 2002 - 25+25 no fan 50. Sabadell: poetes i pintors. Alliance Française;[8] Mercat d'Art Estripa'm (5a edició), Sabadell.
- 2009-2010 - Em caso o no em caso? Mirades amoroses del gran desastre. Acadèmia de Belles Arts de Sabadell.[9]